# Потоцкий, Адам Юзеф
Граф Адам Юзеф Матеуш Пото́цкий (пол. Adam Józef Potocki; 24 февраля 1822, Ланьцут — 15 июня 1872, Кшешовице) — польский аристократ. Один из главных создателей консервативной партии в Королевстве Галиции и Лодомерии.

## Биография
Представитель богатого польского магнатского рода Потоцких герба «Пилява». Старший сын графа Артура Станислава Потоцкого (1787—1832) и графини Софии Браницкой (1790—1879), дочери графа Франциска Ксаверия Браницкого.
Учился в Венском, Эдинбургском и Берлинском университетах. Во время Краковского восстания 1846 года он находился в Париже, где возглавлял Национальную гвардию и принимал участие в Июньской революции.
Владел многочисленными имениями: Кшешовице, Тенчинек, Менджехув, Гура-Ропчицка, Пацанув, Спыткув и Сташув. Владелец фольварков в Бужанке и Дашковцах. В его владения также входили Кобрин, Жабянка, Яблоновка, Залесе и Ольховец.
Избирался депутатом в парламент Австро-Венгрии, в 1851 году за участие в спишской патриотической организации был заключен австрийским правительством в тюрьму во Львове и Шпильберке. Собирал вокруг себя консервативных политиков, играл важную роль в конституционной жизни Галиции как лидер «stańczyków».
Был председателем поветовой рады Хшанува и почетным гражданином Кракова. Участвовал в политической и общественной жизни, как член многих организаций, таких как: Общество Благотворительности Свободного Города Кракова и его Округа, Общество Любителей Изящных Искусств, Общество Друзей Просвещения, Руководство Зернового Банка, Научное Общество и Педагогические Общество.
Также занимался публицистикой, будучи одним из основателей журнала «Время».
Вел переговоры с Отелем «Ламбер» о перенесении центра польской политики из Парижа в Краков. Примерно в 1850 году стал председателем главной Сельскохозяйственного Общества (Gospodarskiego), а затем депутатом в Галицийский Сейм, членом Рейхстага Австрийской империи. Сторонник отмены крепостного права.
15 июня 1872 года 50-летний граф Адам Юзеф Потоцкий скончался в результате паралича.

## Семья и дети
26 октября 1847 года в Дрездене женился на графине Катарине Браницкой (10 декабря 1825 — 30 сентября 1907), дочери графа Владислава Григорьевича Браницкого (1783—1843) и Розы Станиславовны Потоцкой (1782—1862). 
У супругов было семеро детей:
- Роза[пол.] (7 января 1849, Кшешовице — 21 августа 1937, Рогалин); 1-й муж (с 1868 года): граф Владислав Красинский (1844—1873), 2-й муж (с 1886 года): граф Эдвард Рачинский (1847—1926)
- Артур Владислав Юзеф Мария (14 июня 1850, Кшешовице — 26 марта 1890, Кшешовице); жена (с 1877 года): Роза Любомирская (1860—1881)
- София (7 ноября 1851, Краков — 29 января 1927, Краков); муж (с 1870 года): граф Стефан Замойский (1837—1899)
- Мария (22 октября 1855, Кшешовице — 8 марта 1934, Краков); муж (с 1876 года): граф Адам Сераковский (1846—1912)
- Ванда (22 апреля 1859 — 6 августа 1878)
- Анджей Казимир (10 июня 1861, Краков — 12 апреля 1908, Львов); жена (с 1889 года): графиня Кристина Тышкевич (1866—1952)
- Анна Мария Пия Роза (28 сентября 1863, Кшешовице — 15 февраля 1953, Монтрезор); муж (с 1886 года) граф Ксаверий Браницкий (1864—1926).